# The Sensorites
A The Sensorites a Doctor Who sorozat hetedik része, amit 1964. június 20. és 1964. augusztus 1. között vetítették 6 epizódban.

## Történet
A Doktor és társai egy elhagyott űrhajón landolnak, csak halottakat találnak - akik nem azok, csak éppen a szenzoriták mentális hatalma alatt vannak. Hamarosan a Doktor csapatának is kellemetlenkedni kezdenek a nagy mentális erővel rendelkező szenzoriták.

## Epizódok címei
- 1. rész: Strangers in Space (magyarul: Idegenek az űrben)
- 2. rész: The Unwilling Warriors (magyarul: A tudatlan harcosok)
- 3. rész: Hidden Danger (magyarul: Rejtett veszély)
- 4. rész: A Race Against Death (magyarul: Verseny a halállal)
- 5. rész: Kidnap (magyarul: Elrabolták)
- 6. rész: A Desperate Venture (magyarul: A kockázat)

## Könyvkiadás
A könyvváltozatát 1987 februárjában adta ki a Target könyvkiadó.

## Otthoni kiadás
- VHS-en 2002 februárjában adták ki.
- DVD-n 2012. január 23-án adták ki.

### Fordítás
- Ez a szócikk részben vagy egészben  a   The Sensorites című angol Wikipédia-szócikk fordításán alapul.  Az eredeti cikk szerkesztőit annak laptörténete sorolja fel. Ez a jelzés csupán a megfogalmazás eredetét és a szerzői jogokat jelzi, nem szolgál a cikkben szereplő információk forrásmegjelöléseként.